# Final Space
Final Space é uma série de animação adulta norte-americana de ficção científica criada para a TBS. A série foi criado pelo cineasta Olan Rogers como indie para internet, com David Sacks .
A estreia da série Final Space foi mostrada cedo via Reddit em 15 de fevereiro de 2018. Naquele dia, os dois primeiros episódios foram também disponibilizados no site e no aplicativo da TBS. A estreia da série foi ao ar no canal irmão da TBS, a TNT, em 17 de fevereiro de 2018. A série estreou na TBS em 26 de fevereiro de 2018 e foi renovada para uma segunda temporada em 7 de maio de 2018, com esta temporada tendo 13 episódios em vez de 10.
A primeira temporada foi lançada nos Estados Unidos por TBS e no Brasil, por Netflix.

## Premissa
A escapada intergaláctica segue um astronauta chamado Gary, que é preso com uma sentença de 5 anos em uma nave isolada no espaço por fingir ser um piloto e destruir acidentalmente 92 naves de combate, após 1818 dias de sentença na nave Gary conhece seu ajudante destruidor de planetas e lhe dá o nome de Mooncake. Juntos, os dois embarcam em jornadas perigosas e emocionantes pelo espaço, a fim de desvendar o mistério de onde o universo realmente termina e se ele realmente existe.

## Elenco
- Olan Rogers – Gary Goodspeed, Mooncake, Tribore Menendez, vozes adicionais[8]
- Fred Armisen – KVN[9]
- Tom Kenny – HUE[10]
- David Tennant – Lord Commander/Jack[11]
- Tika Sumpter – Quinn Airgone, Nightfall
- Steven Yeun – Gatito (Little Cato)
- Coty Galloway – Avogato (Avocato), Bhero[12]
- Caleb McLaughlin – Jovem Gary
- Ron Perlman[13] – John Goodspeed
- John DiMaggio – Terk, vozes adicionais
- Gina Torres – vozes adicionais
- Shannon Purser – vozes adicionais
- Keith David – Superior Stone, Bolo
- Andy Richter – Gatekeeper, vozes adicionais
- Conan O'Brien – Clarence, Chuck, vozes adicionais
- Tobias Conan Trost – Anunciador da Ordem dos Doze, vozes adicionais

## Produção

### Desenvolvimento
A ideia da série surgiu em meados de 2010. Olan Rogers fez o upload do primeiro episódio de uma série animada planejada em dez partes intitulada Gary Space para seu canal pessoal do YouTube. O projeto entrou em hiato três episódios, e Rogers acabou explicando no Facebook que tanto ele quanto o artista da série, Dan Brown, estavam tendendo a separar projetos na época, mas estavam em negociações de continuidade. Em 30 de abril de 2013, Rogers confirmou que estava reiniciando e produzindo uma temporada de episódios de Gary Space para lançar imediatamente. Mais de dois anos depois, Rogers revelou que um novo reboot para a reinicialização de Gary Space estava planejado para ser lançado no Cartoon Network, além de estrear o episódio no Buffer Festival, se nada viesse do campo.
No início de 2016, Rogers anunciou que seu projeto havia sido renomeado para Final Space e revelou capturas de tela do curta por meio de um vlog em seu canal do YouTube. O piloto do Final Space foi postado no canal do YouTube de Rogers. Logo o vídeo chamou a atenção de Conan O'Brien, que então o convidou para Los Angeles para lançar o Final Space na TBS como uma série completa e também se juntou à produção como produtor executivo ao lado de Rogers e do escritor e produtor de 3rd Rock from the Sun, David Sacks. Outros membros da empresa de O'Brien, Conaco (David Kissinger, Larry Sullivan e Jeff Ross), e membros da New Form que produziram o curta piloto (Kathleen Grace, Melissa Schneider e Matt Hoklotubbe) também se juntaram como produtores executivos. Para equilibrar a inexperiência de Rogers na indústria, a Conaco trouxe o Sacks para também servir como o showrunner da série. Depois de duas semanas trabalhando com Sacks e Jake Sidwell (co-compositor da série ao lado de Shelby Merry) em campo, Rogers e Sacks lançaram o show para o TBS; bem como Comedy Central, Fox, FX, YouTube e Fullscreen; todas as seis empresas queriam a série e resultaram em uma guerra de lances entre os estúdios pela série, com a TBS adquirindo a série.

### Fundição
Olan Rogers anunciou em dezembro de 2016 que ele faria as vozes os personagens principais, Gary e Mooncake. Em julho de 2017, Fred Armisen, Conan O'Brien, Keith David, Coty Galloway, Tom Kenny, Caleb McLaughlin, John DiMaggio, Ron Perlman, Shannon Purser, Andy Richter, David Tennant, e Steven Yeun juntaram-se ao elenco.
A fundição é feita por Scott Mueller.

### Animação
A animação é produzida em Los Angeles na ShadowMachine e terceirizada no Canadá no estúdio Jam Filled em Ottawa usando o software Toon Boom Harmony. a série usa imagens espaciais da NASA para os cenários espaciais.

### Resumo
| Temporada | Temporada | Episódios | Exibição original       | Exibição original      | Exibição original    |
| Temporada | Temporada | Episódios | Estreia de temporada    | Final de temporada     | Transmissão original |
| --------- | --------- | --------- | ----------------------- | ---------------------- | -------------------- |
|           | Piloto    | 1         | 5 de abril de 2016      | 5 de abril de 2016     | Youtube              |
|           | 1         | 10        | 26 de fevereiro de 2018 | 7 de maio de 2018      | TBS                  |
|           | 2         | 13        | 24 de junho de 2019     | 23 de setembro de 2019 | Adult Swim           |
|           | 3         | 13        | 20 de março de 2021     | 14 de junho de 2021    | Adult Swim           |

## Promoção e lançamento
Ao responder a uma pergunta no Twitter, Olan Rogers revelou que o Final Space seria exibido pela TBS na San Diego Comic-Con e na VidCon em 2017.
Final Space estreou no Reddit em 15 de fevereiro de 2018, seguido por uma AMA com Rogers. Isso marcaria a primeira vez que um canal de televisão estrearia uma série no site. A rede irmã da TBS a TNT transmitiu uma prévia da série em 17 de fevereiro de 2018, após o fim de semana All-Star da NBA de 2018. Depois de ir ao ar na TBS, o piloto foi ao ar duas horas depois em outro canal irmão da TBS, o canal infantil Cartoon Network, no horário de seu bloco adulto de programação o Adult Swim. (O resto da temporada também foi ao ar em Adult Swim em um padrão similar.) Em 20 de fevereiro de 2018, os dois primeiros episódios foram lançados no iTunes; "Chapter One" foi lançado gratuitamente enquanto "Chapter Two" alcançou o 1° lugar na categoria Animation. Mais de um mês depois, a temporatréia dos dois primeiros episódios foi realizado em Nashville, Tennessee, vendendo quatro das cinco exibições.
Final Space também está disponível no aplicativo da TBS.

## Recepção
Final Space recebeu uma resposta mista a positiva, com críticos e audiências elogiando o elenco (especialmente a voz de David Tennant como Lord Commander, o principal vilão da série), animação, originalidade, drama, continuidade serializada e humor.
No agregador de revistas Rotten Tomatoes, a primeira temporada atualmente tem uma pontuação de 70%. No Metacritic, a pontuação dos críticos é 60 com base em cinco revisões, indicando "revisões mistas ou médias".
As impressões sobre os primeiros episódios foram mistas, mas predominantemente positivas, com críticas ao humor de Gary. Dave Trumbore, do Collider, deu à série quatro de cinco estrelas, elogiando o elenco, a singularidade da série e sua originalidade. The Hollywood Reporter disse que "a nova série animada do TBS está fora do alvo e provavelmente irá flutuar para o espaço". The A.V. Club deu à série um grau C+. Revendo os dois primeiros episódios, Den of Geek deu-lhes uma pontuação de 3,5 de 5 estrelas. IndieWire deu um grau de B+. The Daily Beast recebeu a série favoravelmente, comparando seu potencial com Adventure Time e BoJack Horseman. Robert Lloyd do Los Angeles Times elogiou o show pelas origens espaciais e pelo relacionamento de Gary com Mooncake, mas criticou por ser "não tão inteligente quanto Futurama ou The Hitchhiker's Guide to the Galaxy ou Galaxy Quest, série com a qual compartilha certas características" e para a comédia que "se inclina em direção a coisas que meninos adolescentes acham engraçado". Screen Rant foi favorável para a série, elogiando a decisão do TBS de lançar os dois primeiros episódios 11 dias antes da estreia da série, descrevendo-a como uma "comédia muito boba", comparando Gary a Homer Simpson e Philip J. Fry de Matt Groening.

## Futuro
Quando perguntado no Twitter sobre a longevidade da série, Olan Rogers afirmou que ele tinha pelo menos seis temporadas de material pensado para o show, incluindo um final para o Final Space no caso da série ser cancelada no futuro.
Em 7 de maio de 2018, Final Space foi renovado para uma segunda temporada, que mais tarde foi confirmada por Rogers com 13 episódios.
Em 10 de setembro de 2021, Rogers postou um vídeo em sua conta no YouTube afirmando que a terceira temporada seria a última do programa.
Em 10 de abril de 2022, Rogers revelou em seu Twitter que há uma chance de que a série possa ser trazida de volta no futuro para um especial de uma hora de duração para encerrar a história. Em 11 de maio, Rogers declarou que ainda estava tentando pôr um fim à série. Em 15 de junho, depois de não conseguir chegar a um acordo para concluir a série em qualquer mídia, Rogers lançou um Kickstarter para um curta-metragem intitulado Godspeed, gerado a partir de ideias não utilizadas relacionadas à série. No final da campanha, o financiamento coletivo arrecadou US$ 464.438 no total.
Em 24 de abril de 2023, Rogers anunciou que a Warner Bros. Discovery lhe concedeu uma licença para escrever uma história em quadrinhos para encerrar a série. A comic, intitulado Final Space: The Final Chapter, está programada para ser lançada no final de 2024.